# Martin Atkinson
Martin Atkinson (ur. 31 marca 1971 w Bradford) – angielski sędzia piłkarski prowadzący mecze w Premier League, Lidze Mistrzów oraz mecze międzynarodowe.
Prowadził m.in. finał rozgrywek o Tarczę Wspólnoty 2006, finał Pucharu Anglii 2011, a także finał Ligi Europy UEFA w 2015 roku.